# Agripa Meneni Lanat (cònsol 503 aC)
Agripa Meneni Lanat (en llatí: Agrippa Menenius C. F. Lanatus) va ser un magistrat romà. Era el pare de Tit Meneni Agripes Lanat, cònsol el 477 aC. Formava part de la gens Menènia, i era de la branca dels Lanat, l'única que es coneix d'aquesta gens.
Va ser cònsol l'any 503 aC juntament amb Publi Postumi Tubert, i va derrotar els sabins, obtenint els honors del triomf per la seva victòria. En la lluita contra els plebeus va representar el sector més moderats del patricis, i va ser apreciat pels dos bàndols. Va fer de mediador quan els plebeus van fer secessió a Mont Sagrat i va aconseguir un final feliç i pacífic l'any 493 aC. Va aconseguir que moltes de les peticions dels plebeus fossin acceptades, entre elles la creació dels tribuns de la plebs. Va morir poc després, a finals del mateix any. No va deixar prou diners per un funeral ordinari i va ser enterrat a costa de l'erari públic amb gran magnificència. Una col·lecta que es va fer entre els plebeus per les despeses de l'enterrament, va ser donada als fills del difunt, ja que el senat va insistir a pagar totes les despeses.